# Simplicia aperta
Simplicia aperta là một loài bướm đêm trong họ Noctuidae.